# Kenyon Cox

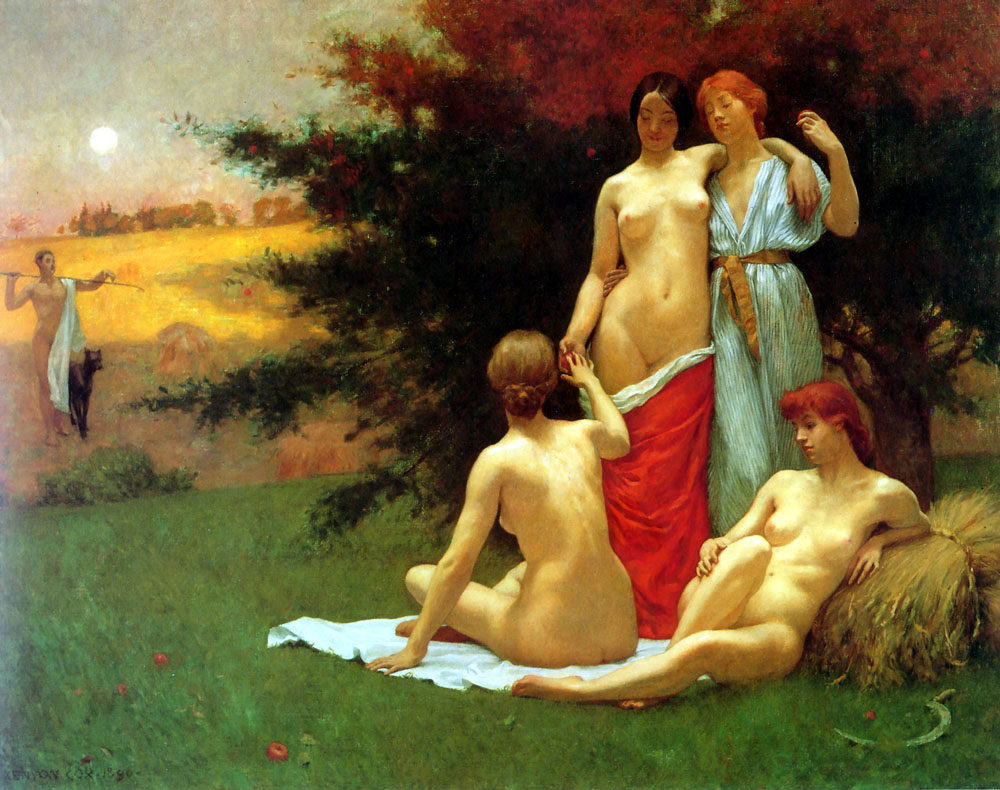
Sielanka, 1890, Smithsonian American Art Museum and the Renwick Gallery

Kenyon Cox (ur. 27 października 1856 w Warren (Ohio), zm. 17 marca 1919 w Nowym Jorku) – amerykański malarz, ilustrator, dekorator, pisarz i pedagog.

## Życiorys
Od najmłodszych lat chciał zostać malarzem i pomimo ciężkiej choroby studiował w Szkole McMicken w Cincinnati, a następnie w Pennsylvania Academy of Fine Arts w Filadelfii (1876–1877). Od 1877 przebywał w Paryżu, gdzie studiował u Carolusa-Durana i Jeana-Léona Gérômea, a później w Ecole des Beaux-Arts u Alexandre’a Cabanela. W 1878 odbył podróż do Włoch, gdzie zapoznał się z dziełami przedstawicieli włoskiego renesansu. Do Ameryki wrócił w 1882 i zamieszkał w Nowym Jorku.
Cox był typowym przedstawicielem akademizmu w sztuce, odrzucał wszelkie nowinki ze świata artystycznego, które pojawiły się w czasie jego aktywności. Malował portrety, pejzaże, sceny rodzajowe i wyidealizowane akty. Jego prace odznaczają się staranną kompozycją i głęboką interpretacją postaci. Tworzył też ilustracje dla czasopism i bogate dekoracje ścienne, freski i murale. Dekorował m.in. budynek Wisconsin State Capitol i Bibliotekę Kongresu Stanów Zjednoczonych. Był również krytykiem sztuki, pisał wiersze i poematy.
Artysta był założycielem i sekretarzem National Free Arts League, członkiem Society of American Artists, National Academy of Design i American Academy of Arts and Letters. W 1910 został odznaczony Medalem Honoru przyznanym przez Architectural League za malarstwo dekoracyjne. Był także profesorem Art Students League. Pozostał aktywny do końca życia, zmarł na zapalenie płuc w 1919 w Nowym Jorku.

## Wybrane publikacje
- Old Masters and New, 1905
- Painters and Sculptors, 1907
- Concerning Painting: Considerations Theoretical and Historical, 1917